# Zielenisz
Zielenisz (kaszb. Zélénisz, niem. Grünhof) – osiedle Gdyni, zaliczane do Wiczlina, administracyjnie stanowiące część dzielnicy Chwarzno-Wiczlino, oraz obszaru rozwoju gminy "Gdynia Zachód".
Położone jest na skraju Trójmiejskiego Parku Krajobrazowego w pasie Wzgórz Chwaszczyńskich. Północną krawędzią osiedla przebiega turystyczny  szlak Zagórskiej Strugi. Obejmuje swoim zasięgiem obręb ulic: Wiesławy Kwiatkowskiej, Joachima Joachimczyka, Benedykta Porożyńskiego, Augustyna Krauzego, Leona Staniszewskiego, gen. Mariusza Zaruskiego, Janki Bryla, Bolesława Polkowskiego, Leona Kąkola. Od 2009 roku poddawane intensywnej zabudowie wielorodzinnej, poprzez powstające zespoły budynków "Sokółka Zielenisz", "Patio Róży".
Osiedle zostało włączone w obszar Gdyni w 1973 roku.